# 岡野武志
岡野 武志（岡野 タケシ、おかの たけし、1977年11月14日 - ）は、日本の男性弁護士（第二東京弁護士会所属、登録番号37890）、税理士（東京税理士会所属）、弁理士（日本弁理士会所属）、実業家、YouTuber、TikToker。
大阪府枚方市出身。アトム法律事務所弁護士法人（第二東京弁護士会所属、届出番号474）代表、アトム法律情報株式会社代表取締役社長。父は元大阪国税局職員で、神戸税務署長を務めた岡野勲。

## 概要
明星高等学校卒業後、大学には進学せず、単身渡米し、2年半にわたりアメリカで生活を送る。帰国後は無職、またはフリーターとしてバーテンダー、土木工事などの職業に携わる。
2006年（平成18年）、高卒で旧司法試験に合格。2008年（平成20年）、司法修習を修了した翌日に、単身でアトム東京法律事務所を設立。2年後に弁護士法人化し、代表弁護士に就任。
2016年（平成28年）、法人内のマーケティング部門を独立させたアトム法律情報株式会社を設立し、代表取締役に就任。弁護士法人のグループ化を進め、2017年（平成29年）に修習同期の高橋裕樹弁護士が代表弁護士を務めるアトム市川船橋法律事務所弁護士法人がグループに加盟。
2019年（令和元年）からはYouTuberとして法律問題や時事問題の解説に携わり、同年10月17日にチャンネル登録者数1万人を突破。その後、2021年（令和3年）からはYouTube及びTikTokへのショート動画の投稿を主軸に活動し、2025年5月現在ではYouTubeの登録者数は176万人を超え、TikTokのフォロワー数は69万人を超えている。
2024年（令和6年）、岡野武志氏の公式X（旧 Twitter）アカウントのトピックが突如「イカれた時代」に変更された。最初は乗っ取りかと思われたが、岡野武志氏本人の画像が投稿されたため本人によるものだと判明した。

## 年表
- 1996年（平成8年）：明星高等学校卒業、渡米（1998年帰国）。
- 2006年（平成18年）：司法試験合格（旧61期）。
- 2008年（平成20年）9月：アトム東京法律事務所設立。
- 2010年（平成22年）：同事務所を弁護士法人化、代表弁護士就任。
- 2016年（平成28年）：レインメーカー株式会社（現 アトム法律情報株式会社）設立、代表取締役就任。
- 2017年（平成29年）：テンプル大学ジャパンキャンパスのテンプル大学ビースリーロースクール（英語版）のLL.M. Programsを修了、修士（法学）の学位を取得した。※テンプル大学ジャパンキャンパスロースクールは、かつては大学法学部卒業の法学位の学士（法学）がなくとも日本国の弁護士資格のみで入学が可能であったが、現在は異なる。
- 2019年（令和元年）6月：YouTubeチャンネル「岡野タケシ弁護士【アトム法律事務所】」開設。
- 2021年（令和3年）12月：YouTube 2021年国内ショート動画クリエイターランキング1位を獲得[10]。TikTok CREATOR AWARD 2021 ティーチャー部門最優秀賞 受賞[11]。
- 2022年（令和4年）2月：TikTok Japanとコラボし、ネット上の性暴力被害防止の啓発動画を公開[12]。
- 2022年（令和4年）12月：TikTok Awards Japan 2022 Education Creator of the Year 受賞。
- 2023年（令和5年）12月：TikTok Awards Japan 2023 Education Creator of the Year 受賞。
- 2024年（令和6年）11月：赤十字国際委員会とコラボし、国際人道法の啓発動画を公開[13]。
- 2025年（令和7年）3月：日本骨髄バンクとコラボし、ドナー休暇制度の啓発動画を公開[14]。

## 法律監修

### テレビドラマ
- NHK「聖女」[15]
- テレビ朝日「相棒season13」[16]
- フジテレビ「鬼女」[17]
- フジテレビ「夏樹静子サスペンス　光る崖」[18]
- フジテレビ「絶対零度～未解決事件特命捜査～」[19]
- フジテレビ「素直になれなくて」[20]
- 日本テレビ「35歳の高校生」[21]

### 映画
- 漫才ギャング

### YouTube
- ヒューマンバグ大学 闇の漫画（バベル裁判所〜闇の法律知識〜）

## メディア出演

### テレビ
- NHK「所さん！事件ですよ」[22]
- NHK「ニュースウォッチ９」[23]
- NHK大阪「ニュースほっと関西」
- フジテレビ「ノンストップ！」[24]
- テレビ朝日「モーニングバード！」[25]「やじうまプラス」[26]
- 読売テレビ「情報ライブ ミヤネ屋」[27]「たかじんのそこまで言って委員会」[28]
- TBSテレビ「スパモク!!」[29]「Nスタ」[30]
- テレビ東京「現場の3分間 その時、あなたはどう動く？」[31]「じっくり聞いタロウ～スター近況(秘)報告～」[32]
- TOKYO MXテレビ「5時に夢中！」[33]
- 毎日放送「ちちんぷいぷい」[34]
- AbemaTV「ABEMA Prime」[35]

### 新聞・雑誌
- 毎日新聞[36]
- 日経ビジネスアソシエ[37]
- SPA![38]
- 週刊女性[39]

## 受賞歴
- YouTube 2021年国内ショート動画クリエイターランキング1位[40]
- TikTok CREATOR AWARD 2021 ティーチャー部門 最優秀賞[41]
- TikTok Awards Japan 2022 Education Creator of the Year[42]
- TikTok Awards Japan 2023 Education Creator of the Year[43]

## 書籍
- 人生逆転最強メソッド 書き込みワークで即体感。やるべき「目標」が見えてくる（2021年11月26日、KADOKAWA） ISBN 978-4-0460-5496-8
- おとな六法（2023年9月25日、クロスメディア・パブリッシング） ISBN 978-4-2954-0877-2 ※アトム法律事務所との共著